# Badmintonmeisterschaft von Hongkong 2009
Die Badmintonmeisterschaft von Hongkong des Jahres 2009 trug den vollständigen Namen Bank of China (Hong Kong) Hong Kong Annual Badminton Championships 2009 (chinesisch 2009 中銀香港全港羽毛球錦標賽).

## Sieger und Finalisten
| Disziplin    | Gold                                   | Silber                                  |
| ------------ | -------------------------------------- | --------------------------------------- |
| Herreneinzel | Hu Yun                                 | Wei Nan                                 |
| Dameneinzel  | Chan Tsz Ka                            | Cheung Ngan Yi                          |
| Herrendoppel | Albertus Susanto Njoto Hui Wai Ho      | Wong Wai Hong Yohan Hadikusumo Wiratama |
| Damendoppel  | Chan Tsz Ka Tse Ying Suet              | Mong Kwan Yi Louisa Koon Wai Chee       |
| Mixed        | Yohan Hadikusumo Wiratama Chau Hoi Wah | Wong Wai Hong Louisa Koon Wai Chee      |